# Protein A
Protein A ist ein Protein von 40 bis 60 kDa Größe, das ursprünglich aus der Zellwand des Bakteriums Staphylococcus aureus stammt. Es wird in der biochemischen Forschung häufig genutzt wegen seiner Fähigkeit, Immunglobuline zu binden. Dabei werden Proteine verschiedener Säugerarten gebunden, vor allem IgG.
Protein A bindet an die Fc-Region der Immunglobuline durch Interaktion mit der schweren Kette. Das Bakterium schützt sich so im Körper vor den Abwehrmechanismen des Immunsystems; indem die Antikörper (im Vergleich zu ihrer normalen Funktion) „falsch“ herum an die Zellwand binden, ist es geschützt vor Opsonisierung und Phagozytose.

## Antikörperbindung durch Protein A
Protein A bindet mit hoher Affinität an humanes IgG1 und IgG2 sowie an IgG2a, IgG2b und IgG3 der Maus. Humane IgM, IgA und IgE sowie Maus-IgG1 werden mit mäßiger Affinität gebunden. Es reagiert dagegen weder mit humanen IgG3 oder IgD noch mit IgM, IgA oder IgE der Maus.

## Rolle in der Pathogenese
Als Pathogen nutzt Staphylococcus aureus das Protein A, zusammen mit etlichen weiteren Proteinen und Oberflächenfaktoren, um sein Überleben zu sichern. Protein A verhindert durch die Bindung wirtseigener Antikörper die Erkennung durch das Immunsystem des Wirts und die Phagozytose durch phagozytotische Zellen wie Makrophagen. Mutanten von S. aureus, die kein Protein A exprimieren können, werden in vitro schneller phagozytiert und zeigen in Infektionsmodellen eine geringere Virulenz.
In einer aktuellen Arbeit wird gezeigt, dass Protein A außerdem sehr effizient B-Lymphocyten tötet, die eine wichtige Rolle bei der Immunabwehr gegen bakterielle Infektionen spielen. Dies könnte von pharmazeutischem Nutzen sein, weil B-Lymphocyten auch eine entscheidende Rolle spielen bei einigen Autoimmunerkrankungen wie Rheumatoide Arthritis und Lupus erythematodes; die Unterdrückung der B-Zell-Antwort könnte so zu neuen Therapien bei Autoimmunkrankheiten führen.

## Anwendung
Protein A wird, wie auch Protein G oder Protein A/G, in der Biochemie zur Proteinreinigung und Messung von Antikörpern verwendet. Rekombinantes Staphylokokken-Protein A wird meist in E. coli produziert, zur Verwendung in der immunologischen bzw. biologischen Forschung. Häufig wird das Protein dazu mit anderen Substanzen markiert, wie Fluoreszenzfarbstoffen, Enzymen, Biotin, kolloidalem Gold oder radioaktivem Iod (125I). Häufig wird Protein A auch an Mikropartikel (beads) gekoppelt, seien es magnetische Kügelchen, Latex oder Sepharose.
Protein A eignet sich gut zur Reinigung von IgG aus Proteingemischen wie z. B. Serum, oder, gekoppelt an einen der oben genannten Marker, zum Nachweis von Antikörpern. Gekoppelt an Sepharose wird Protein A bei der Immunpräzipitation eingesetzt.